# ロシアン・スパニエル

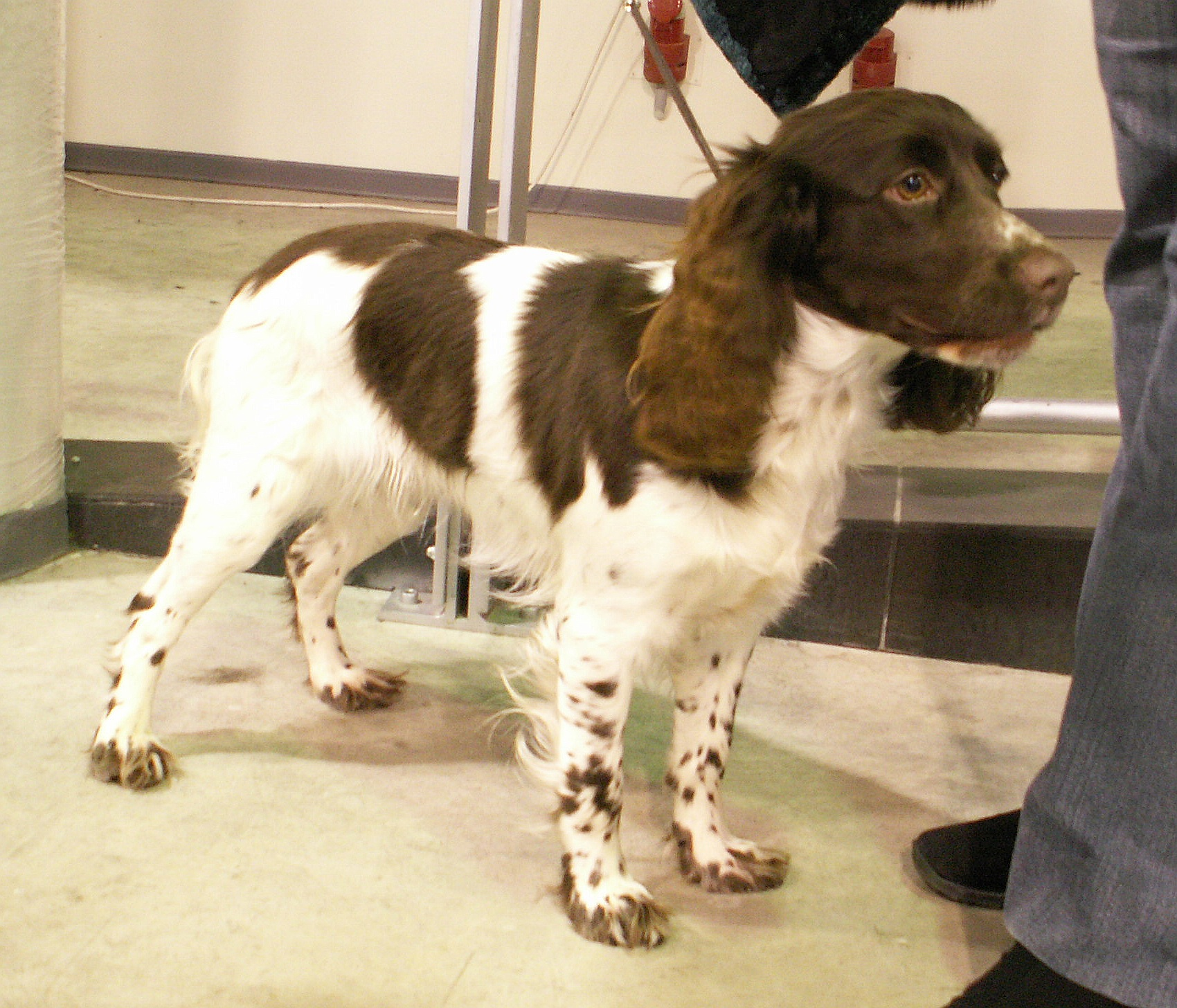
ロシアン・スパニエル

ロシアン・スパニエル（英：Rusian Spaniel）は、ロシア原産のスパニエル犬種である。別名はルスカーヤ・スパニエル（英：Russkaja Spanel）。

## 歴史
第二次世界大戦直後のソ連でハンターにより作り出された犬種である。スプリンガー・スパニエルなどの西欧系のスパニエル犬種を掛け合わせて作出された。
主にウズラ、ウズラクイナ、イノシシ、ノウサギを狩るのに使われた。嗅覚で獲物を捜索し、茂みから追い出すフラッシング・ドッグとして用いられた。追い出された獲物は主人の猟銃によって仕留められ、それを回収して持ってくるのも本種の役目である。尚、獲物がイノシシの場合は一頭ではレトリーブできないので、仲間と協力するか、主人が回収を行う。
1951年にソ連で公認犬種として登録され、1979年には衛星国へ数頭が輸出された。ロシアでは実猟犬としてだけでなく、ペットとしても飼育が行われている。しかし、現在もロシア以外ではほとんど飼育されておらず、非常に珍しい存在になっている。FCIには公認されていない。

## 特徴
細身で華奢なスパニエル犬種である。頭部は丸みを帯びていて、目も丸い。マズルは尖っておらず、レトリーヴ作業の際に獲物を傷つけずにしっかりと咥えることが出来るよう、上唇は少し長い。脚が長く、走るのは早い。耳は垂れ耳、尾は垂れ尾で、耳や尾、胸部や臀部などには豊かな飾り毛を持つ。尾は半分の長さに断尾されることもある。コートは柔らかなロングコートで、毛色はホワイト・アンド・ブラックなど。体高38〜45cm、体重9〜16kgの中型犬で、性格は利口で温和である。スタミナはあまり多くないが、機敏で粘り強く、疲れても仕事は最後までやり遂げようとする努力家である。子供や他の犬と遊ぶことも大好きで、しつけの飲み込みも良く状況判断力も富む。欠点は鳴き声が甲高くよく響くことであるが、無駄吠えをやめさせることが出来ればペットとしても飼育が可能である。運動量は普通で、かかりやすい病気はレッグペルテスなどがある。